# 宋坪乡
宋坪乡，是中华人民共和国甘肃省陇南市成县下辖的一个乡镇级行政单位。

## 行政区划
宋坪乡下辖以下地区：
石门沟村、史家坪村、格楼坝村、杨山村、李家梁村、双旗沟村、宋家山村、徐家坪村、猫儿川村、桂花村、房河坝村、康家湾村、黑楼房村、田柳村、申家河村和何家坪村。